# Taewonsu
Il Taewŏnsu (tradotto Grande Maresciallo, usualmente tradotto come Generalissimo) è il più alto grado militare che si può raggiungere in Corea del Nord ed è concepito per essere un titolo onorifico per i due defunti leader nordcoreani Kim Il-sung e Kim Jong-il. Il grado è immediatamente superiore al grado di Wonsu. Il titolo è esistito anche nella storia cinese come dàyuánshuài (scritto con la calligrafia sino-coreana 大元帥) tale grado fu brevemente detenuto da Sun Yat-sen.

## Storia
il grado di Taewŏnsu venne creato da una decisione congiunta del comitato centrale e della commissione militare centrale del Partito del Lavoro di Corea, la Commissione di Difesa Nazionale e del comitato centrale del popolo nell'aprile 1992 per onorare Kim Il-sung durante il suo 80º compleanno il (Giorno del Sole). Nel febbraio 2012, il figlio e il successore Kim Jong-il è stato promosso postumo in occasione del suo 70º compleanno (Giorno della Stella Splendente).
l'insegna di Taewŏnsu è simile a quella di Wonsu ma con uno stemma aggiuntivo indossato sotto la grande stella della spallina di maresciallo (e uno stemma aggiuntivo alla stella di maresciallo sotto il colletto della mostrina dell'uniforme da parata), sotto lo Stemma della Corea del Nord. L'insegna di questo grado è ispirata a quella del Generalissimo dell'Unione Sovietica.
se tradotto, il grado pieno e quello di "Grande Maresciallo della Repubblica Popolare Democratica di Corea" e letteralmente "Generalissimo della Repubblica Popolare Democratica di Corea" nella traduzione usuale.

## Confronto del Grado
secondo la carta di comparazione della United States Forces Korea (USFK), il grado di Taewŏnsu è equivalente a quello di un "generale a sette stelle", con i più bassi gradi di Wonsu e Ch'asu equiparati a quelli di un "generale a sei stelle" e di un "generale a cinque stelle" rispettivamente. Il grado è frequentemente indicato nelle pubblicazioni militari statunitensi come "Grande Maresciallo", comparabile a quello di General of the Armies of the United States che normalmente è considerato come un grado a sei stelle. I testi militari europei comparano il grado a quello di un Generalissimo.
le forze armate sudcoreane non hanno mai fatto un tentativo per dichiarare un grado equivalente a quello dei Wonsu in Corea del Nord, è inoltre molto spesso hanno deriso questo grado bollandolo come creato per "essere superiore" agli altri leader militari delle varie nazioni, più che a essere necessario per qualsiasi proposito di amministrazione militare. Ciò nonostante, i titolari di questi gradi hanno comandato uno dei più numerosi eserciti nel teatro pan-asiatico, dando quindi un certo credito alla loro esistenza.